# GSC3728-986
GSC3728-986 — хімічно пекулярна зоря спектрального класу B8, що має видиму зоряну величину в смузі V приблизно 12,0.